# جيانغ بو (منافسة ألعاب القوى)
جيانغ بو (بالصينية: 姜波) هي منافسة ألعاب القوى صينية، ولدت في 13 مارس 1977 في Wafangdian ‏ في الصين.

## وصلات خارجية
- جيانغ بو على موقع الاتحاد الدولي لألعاب القوى (الإنجليزية)